# 基督堂座堂 (牛津)
基督堂座堂（Christ Church Cathedral）是英国圣公会牛津教区（包括牛津郡、白金汉郡和伯克郡）的主教座堂，同时也是牛津大学基督堂学院的礼拜堂。 

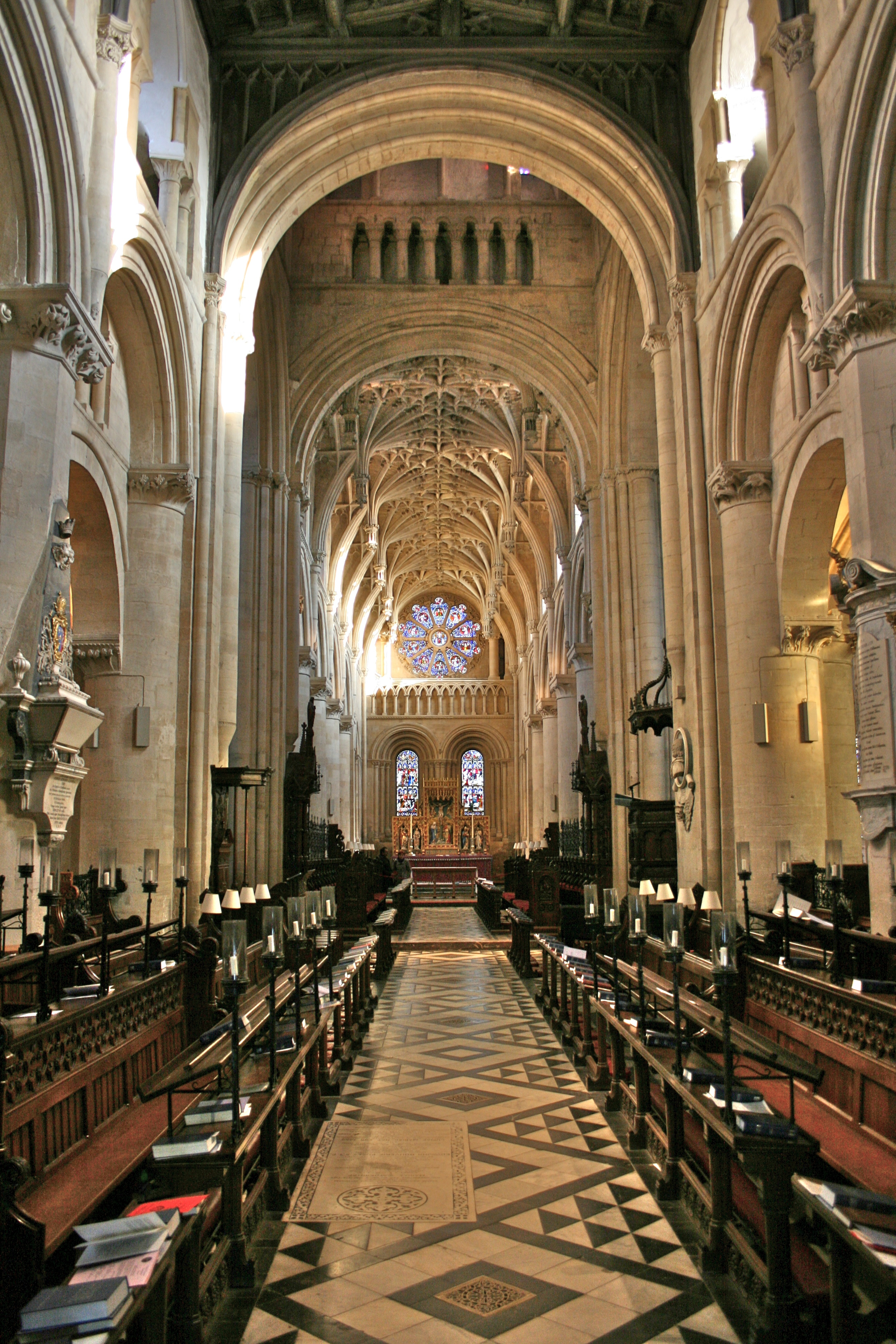
内部

基督堂座堂被称作英格兰最小的座堂，但是现在已有一些更小的座堂，因为在20世纪有一些本堂升为座堂。
著名哲学家约翰·洛克葬于此处。